# Гнауи, Якоб
Якоб Гнауи (фр. Jacob Gnahoui; 18 ноября 1985, Бандео-Напоне, Буркина-Фасо) — дзюдоист из Бенина, участник Олимпийских игр 2012 года.
На Церемонии открытия летних Олимпийских игр 2012 был знаменосцем команды Бенина.

## Карьера
На Олимпиаде 2012 года, проходившей в Лондоне участвовал в весовой категории до 60 кг. Однако на предварительном этапе уступил дзюдоисту из Австрии Людвигу Пайшеру.